# Pointe des Frères-Couffitte
La pointe des Frères-Couffitte est un sommet des Pyrénées, situé sur la frontière franco-espagnole entre les Hautes-Pyrénées, en région Occitanie, et la province de Huesca dans la communauté d'Aragon, qui culmine à 2 826 ou 2 824 mètres d'altitude dans le massif du Vignemale.

## Toponymie
Auparavant c'était la cime de la crête des aiguilles du Chabarrou[réf. souhaitée], elle fut rebaptisée ultérieurement en l'honneur de Joseph et Louis Couffitte, pyrénéistes qui trouvèrent la mort à l'éperon nord-ouest de la pointe Chausenque en 1955.

## Géographie
Elle est située entre le département des Hautes-Pyrénées en vallée de Saint-Savin, en partie sud-ouest de la vallée de Gaube sur la commune de Cauterets, et la partie nord de la vallée de l'Ara en Espagne.

### Topographie
Elle est située au sud du pic Alphonse-Meillon et au nord du col des Mulets, sur la crête des aiguilles du Chabarrou. Elle surplombe le cirque de l'Ara à l'ouest et le lac du Chabarrou au nord.

### Hydrographie
Le sommet délimite la ligne de partage des eaux entre le bassin de la Garonne côté nord, qui se déverse dans l'Atlantique, et le bassin de l'Èbre, qui coule vers la Méditerranée côté sud.

## Voies d'accès
On y accède côté français par la vallée de Gaube depuis le lac de Gaube et son hôtellerie puis le refuge des Oulettes de Gaube (2 151 m) en direction du col des Mulets.
Côté espagnol, le col donne accès à la vallée de l'Ara, creusée par l'Ara, où l'on peut voir l'ibón de Alto de Batanes et rejoindre Torla-Ordesa.

## Protection environnementale
Le pic est situé dans le parc national des Pyrénées.